# Kertjsundet

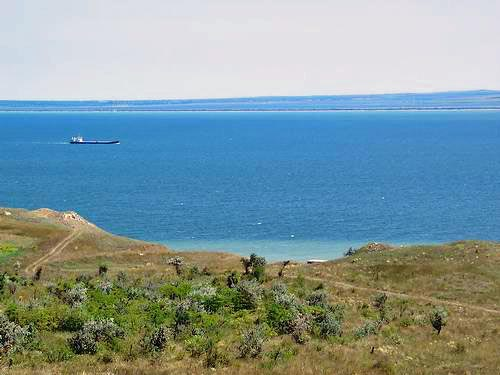
Kertjsundet år 2003.

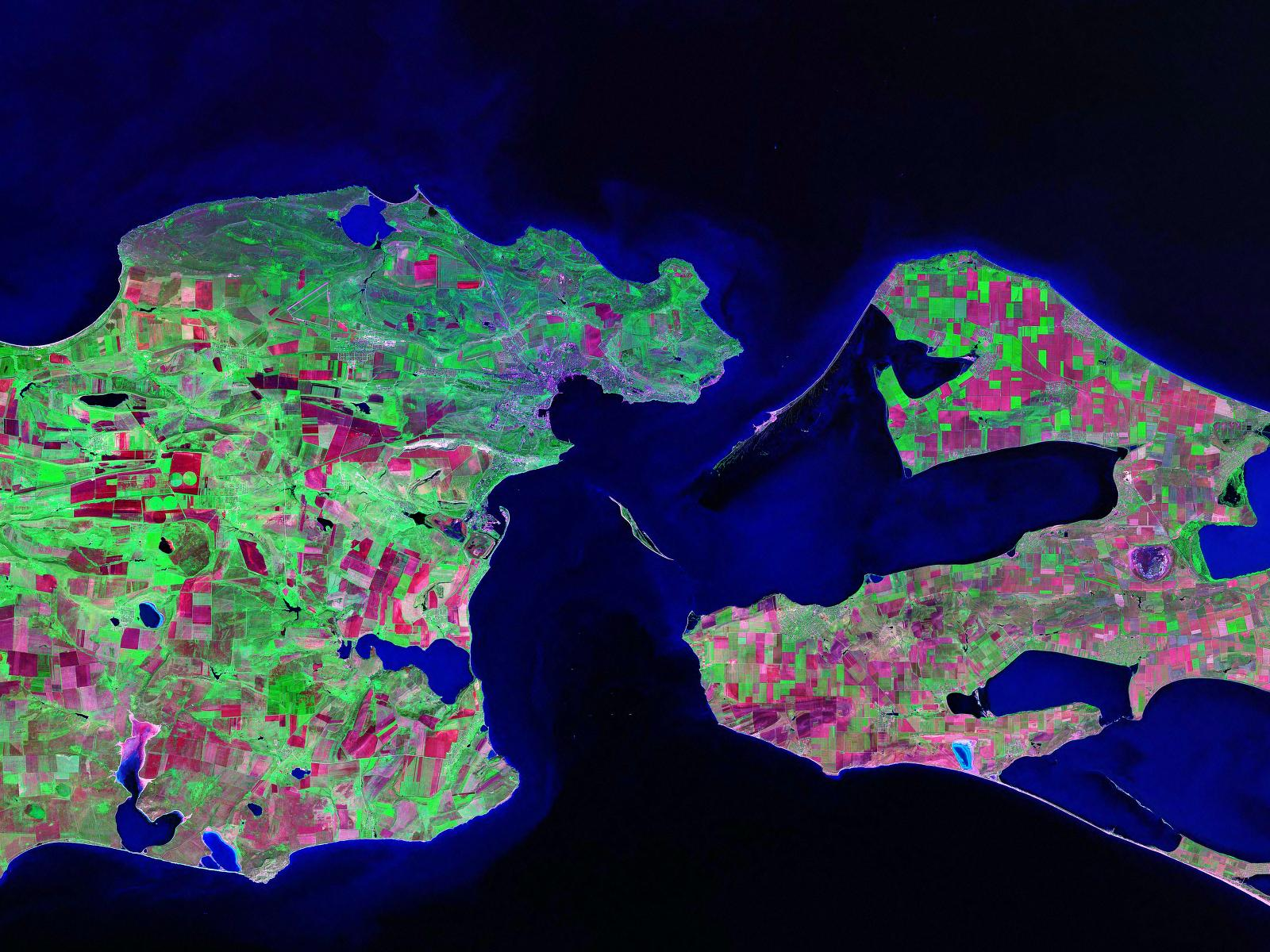
Satellitbild över Kertjsundet.

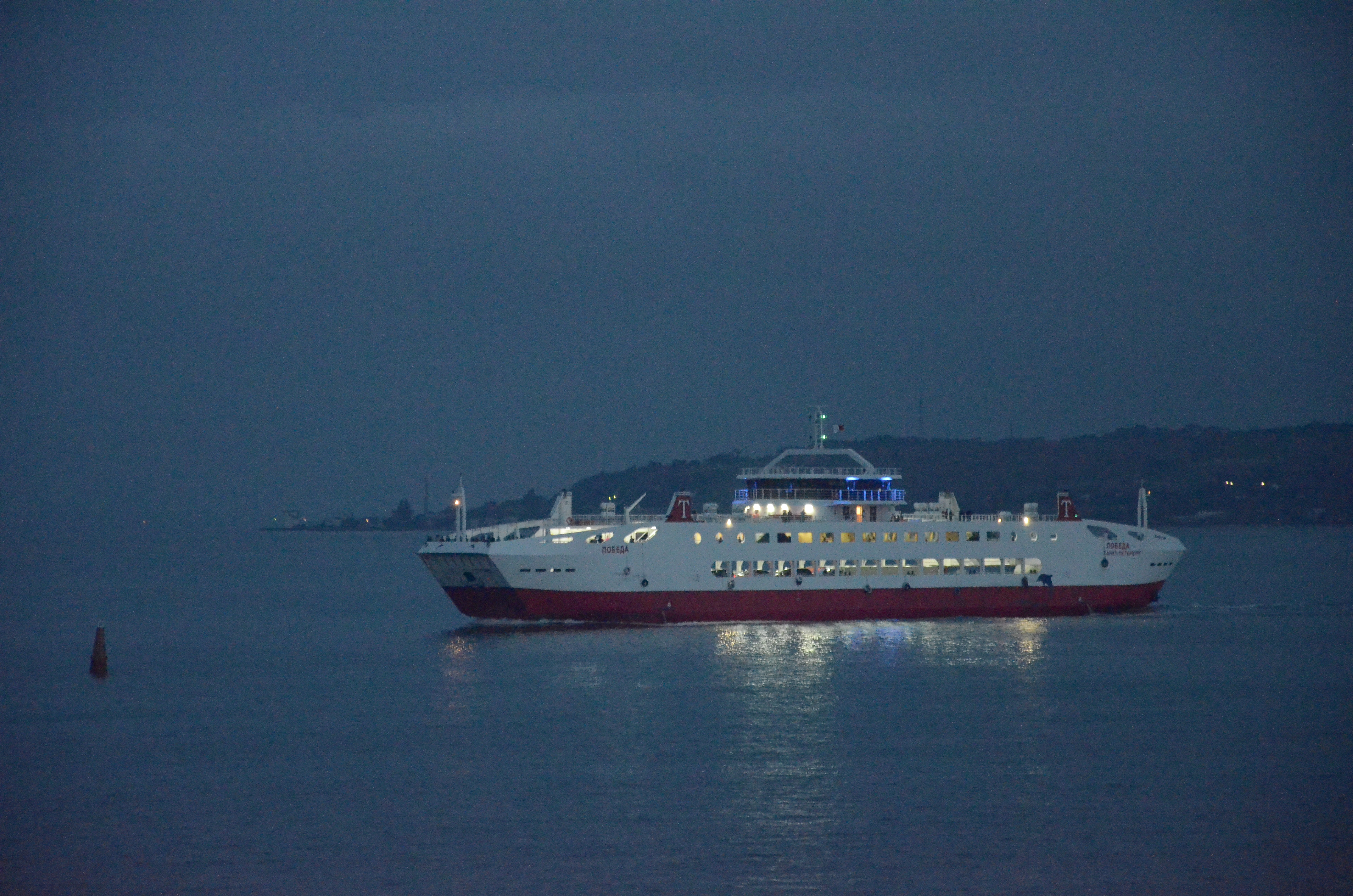
Färjeförbindelsen över Kertjsundet 2015.

Kertjsundet (ryska: Керченский пролив; ukrainska: Керченська протока; krimtatariska: Keriç boğazı), historiskt även Kimmeriska Bosporen, är det sund som förbinder Azovska sjön i norr med Svarta havet i söder och skiljer Kertjhalvön på Krim i väst från Tamanhalvön i öst. De jure-gränsen mellan Ukraina och Ryssland går längs sundet. Sundet är 4,5 till 15 kilometer brett, 40 kilometer långt och upp till 18 meter djupt. 
Det äldre namnet, Kimmeriska Bosporen, kommer av det antika folkslaget kimmerierna, och har gett namn åt det bosporanska riket, den antika stat med centrum i Pantikapaion (nuvarande Kertj) som arkonten av jonerna år 438 f.Kr. utropade sig till kung över. Staten hade handelspolitisk betydelse och behöll förbindelser med Aten och försåg denna stad med vete och andra varor.
Den viktigaste hamnen är Kertj. Fiskesäsongen börjar under senhösten och pågår i 2-3 månader, under vilka fiske sker främst med not. Flera fiskeanläggningar finns på krimsidan av sundet.

## Kommunikation
Under andra världskriget började tyskarna bygga en bro över Kertjsundet för att sköta militära transporter, men bygget övergavs då den tyska armén måste retirera. Röda armén fullföljde bygget senare, men bron höll bara i några månader och förstördes av drivande ismassor.
Färjeförbindelse över sundet etablerades 1952, vilket förband Krim med Krasnodar kraj. Ursprungligen fanns fyra tågfärjor; senare tillkom tre bilfärjor. Tågtransporten pågick under nästan 40 år; de gamla tågfärjorna blev alltmer föråldrade under det sena 1980-talet och togs ur bruk. På hösten 2004 togs nya färjor i bruk och tågtransporterna har återupptagits. 
Moskvas borgmästare, Jurij Luzjkov, propagerade för att en bro skulle byggas över sundet, men dessa planer lades på is efter konflikten mellan Ryssland och Ukraina om ön Tuzla; därutöver skulle områdets geologiska egenskaper göra ett sådant bygge för dyrt.
Ryssland tog under 2014 kontroll över Krim, och den enda förbindelsen som inte är flyg mellan Krim och Ryssland är färjeförbindelsen eller vägen mellan Ryssland och Krim via ukrainskt territorium.
Rysslands regering gav därför i januari 2015 bolaget Strojgazmontazj i uppdrag att bygga en bro över Kertjsundet mellan Krimhalvön och Ryssland. Brobygget stod klart 2018. Strojgazmontazj ägs till 51 procent av Arkadij Rotenberg, som var en av de första personer i Ryssland som väst riktade sanktioner mot. Bygget påbörjades i december 2015 på land och i januari 2016 gavs slutgiltigt bygglov till alternativet via ön Tuzla. Bron över Kertjsundet är den längsta i Europa och i hela Ryssland. Den blev klar för biltrafik 2018 och för järnvägstrafik i slutet av 2019.